# Ultra-Trail Harricana du Canada
Pour les articles homonymes, voir Harricana.
Créée en 2011, l'Ultra-Trail Harricana du Canada (UTHC) est une course en sentier (trail running) qui a lieu au mont Grand-Fonds, un centre de ski situé à 15 km de la ville de La Malbaie, au Québec. Les parcours empruntent les sentiers du centre de ski du Mont Grand-Fonds, ceux de la Traversée de Charlevoix et du Parc national des Hautes-Gorges-de-la-Rivière-Malbaie. L'événement est une course qualificative pour la Western States 100. C'est aussi l'une des épreuves les plus exigeantes de l’est du Canada. Le 5 novembre 2015, l'Ultra-Trail Harricana du Canada a rejoint les courses dites « Futures » de l'Ultra-Trail World Tour, et a intégré au circuit officiel en 2017.
L'événement se tient dans un endroit classé Réserve mondiale de la biosphère de Charlevoix par l’UNESCO.
L'UTHC prend son nom en honneur du Raid de motoneige Harricana, l'une des courses les plus prestigieuses du genre qui avait lieu dans les années 1990. Un parcours à relais de 2 000 km partant de Montréal et allant jusqu'à Radisson (Baie James).

## Les épreuves
L'événement comporte 9 épreuves, soit 125 km, 80 km, 65 km, 42 km, 28 km, 20km, 10 km, 5 km et 1 km. La course a lieu au début de chaque mois de septembre. Les courses de 80 et 42 km sont présentées en alternance. Les années paires pour le 80 km et impaires pour le 42 km. En 2020, c'est donc le 80 km qui a été présenté dans le cadre d'une édition marquée par la pandémie et la créativité des organisateurs pour assurer le déroulement de l'épreuve. 
En 2021, à l'occasion des 10 ans de l'événement, l'épreuve du 42km "St-Siméon" a été ajoutée afin d'offrir 10 distances. De plus, compte-tenu de la popularité de l'événement, ces 10 parcours sont désormais disponibles tous les ans mettant ainsi fin à l'alternance du 42km et 80km. 
L'évolution constante du nombre de participant.e.s témoigne de l'engouement pour l'évènement. Les données des participant.e.s de 2013 à 2020 sont présentées directement sur l'espace public Tableau de l'Observatoire des Distances,.  

### L'UTHC (Ultra-Trail Harricana du Canada)
125km/4000D+ Course qualificative pour la  Western States 100

80km/2146D+ 

65km/1870D+ 

42km/1300D+ 

42km/1545D+ (St-Siméon) 

### Trails courts Harricana
28km/1000D+

20km/657D+

10km/290D+

5km

### Les autres épreuves
Course-Pirate Jeunesse (1 km) 
Le nom de "Course-Pirate" fait référence à Kilian Jornet surnommé le Pirate du Mont-Blanc[réf. nécessaire].

## Palmarès

### UTHC125km
Nouveau parcours 125 km Traversée de Charlevoix (G2)
| Édition | Date              | Hommes | Hommes                                                | Hommes           | Femmes | Femmes                   | Femmes           |
| ------- | ----------------- | ------ | ----------------------------------------------------- | ---------------- | ------ | ------------------------ | ---------------- |
|         |                   | Rang   | Athlète                                               | Temps            | Rang   | Athlète                  | Temps            |
| 1re     | 8 septembre 2018  | 1er    | Jean-François Cauchon — 2e victoire                   | 13 h 47 min 08 s | 8e     | Sarah Verguet Moniz      | 16 h 14 min 00 s |
| 2e      | 7 septembre 2019  | 1er    | Guillaume Barry                                       | 13 h 55 min 41 s | 15e    | Emily Hawgood            | 17 h 43 min 41 s |
| 3e      | 12 septembre 2020 | 1er    | David Savard-Gagnon                                   | 13 h 58 min 57 s | 29e    | Catherine Lemire         | 20 h 10 min 13 s |
| 4e      | 10 septembre 2021 | 1er    | David Hedges                                          | 14 h 40 min 44 s | 2e     | Jenny Quilty             | 16 h 15 min 38 s |
| 5e      | 9 septembre 2022  | 1er    | Elliot Cardin                                         | 14 h 43 min 25 s | 6e     | Priscilla Forgie         | 17 h 37 min 42 s |
| 6e      | 10 septembre 2023 | 1er    | Antoine Guillon Cédric Chavet Jean-Philippe Thibodeau | 15 h 30 min 36 s | 6e     | Geneviève Asselin-Demers | 14 h 20 min 40 s |
| 7e      | 7 septembre 2024  | 1er    | Victor Larocque                                       | 14 h 57 min 52 s | 7e     | Julie Lesage             | 18 h 37 min 59 s |

Ancien parcours 125 km (G1)
| Édition | Date              | Hommes | Hommes                | Hommes           | Femmes | Femmes        | Femmes           |
| ------- | ----------------- | ------ | --------------------- | ---------------- | ------ | ------------- | ---------------- |
|         |                   | Rang   | Athlète               | Temps            | Rang   | Athlète       | Temps            |
| 1re     | 19 septembre 2015 | 1er    | David Jeker           | 12 h 53 min 23 s | 5e     | Hélène Dumais | 15 h 40 min 53 s |
| 2e      | 10 septembre 2016 | 1er    | Jean-François Cauchon | 12 h 54 min 10 s | 3e     | Jessy Forgues | 14 h 41 min 28 s |
| 3e      | 9 septembre 2017  | 1er    | Vivien Laporte        | 12 h 48 min 14 s | 6e     | Sarah Keyes   | 14 h 31 min 35 s |

### UTHC80km
| Édition | Date              | Hommes | Hommes                        | Hommes          | Femmes | Femmes            | Femmes           |
| ------- | ----------------- | ------ | ----------------------------- | --------------- | ------ | ----------------- | ---------------- |
|         |                   | Rang   | Athlète                       | Temps           | Rang   | Athlète           | Temps            |
| 1re     | 13 septembre 2014 | 1er    | Florent Bouguin Jeff Gosselin | 7 h 25 min 11 s | 22e    | Marline Côté      | 09 h 47 min 19 s |
| 2e      | 10 septembre 2016 | 1er    | Mathieu Blanchard             | 7 h 49 min 35 s | 22e    | Elisabeth Cauchon | 10 h 08 min 42 s |
| 3e      | 8 septembre 2018  | 1er    | Rémi Poitras                  | 7 h 42 min 28 s | 5e     | Mylène Sansoucy   | 8 h 33 min 56 s  |
| 4e      | 12 septembre 2020 | 1er    | Antoine Jolicoeur Desroches   | 7 h 06 min 40 s | 7e     | Claudine Soucie   | 8 h 02 min 21 s  |
| 5e      | 11 septembre 2021 | 1er    | Victor Larocque               | 7 h 36 min 24 s | 5e     | Svenja Espenhahn  | 8 h 45 min 45 s  |
| 6e      | 10 septembre 2022 | 1er    | Francis Malenfant             | 8 h 15 min 24 s | 8e     | Maryline Nakache  | 9 h 08 min 06 s  |

### UTHC65km
| Édition | Date              | Hommes | Hommes                                    | Hommes          | Femmes | Femmes                                | Femmes           |
| ------- | ----------------- | ------ | ----------------------------------------- | --------------- | ------ | ------------------------------------- | ---------------- |
|         |                   | Rang   | Athlète                                   | Temps           | Rang   | Athlète                               | Temps            |
| 1re     | 7 septembre 2013  | 1er    | Florent Bouguin                           | 5 h 50 min 29 s | 24e    | Rachel Paquette                       | 7 h 20 min 50 s  |
| 2e      | 13 septembre 2014 | 1er    | Ian MacNairn                              | 6 h 05 min 51 s | 9e     | Lucile Besson                         | 7 h 00 min 40 s  |
| 3e      | 19 septembre 2015 | 1er    | Benoit Gignac                             | 6 h 09 min 17 s | 6e     | Jessy Forgues                         | 6 h 51 min 11 s  |
| 4e      | 10 septembre 2016 | 1er    | Alister Gardner                           | 5 h 45 min 28 s | 4e     | Annie Jean                            | 6 h 06 min 44 s  |
| 5e      | 9 septembre 2017  | 1er    | Kevin Vermeulen et Rémi Poitras (ex æquo) | 5 h 38 min 31 s | 5e     | Annie Jean — 2e victoire              | 6 h 22 min 54 s  |
| 6e      | 8 septembre 2018  | 1er    | Elliot Cardin                             | 5 h 30 min 10 s | 8e     | Sarah Bergeron-Larouche               | 6 h 08 min 54 s  |
| 7e      | 7 septembre 2019  | 1er    | Olivier Collin                            | 5 h 29 min 13 s | 22e    | Élisabeth Cauchon                     | 6 h 49 min 13 s  |
| 8e      | 12 septembre 2020 | 1er    | Martin Dagenais                           | 5 h 32 min 52 s | 6e     | Sarah Bergeron-Larouche — 2e victoire | 06 h 04 min 36 s |
| 9e      | 11 septembre 2021 | 1er    | Olivier Gagnon                            | 6 h 08 min 14 s | 13e    | Maïka Lamoureux                       | 7 h 08 min 24 s  |
| 10e     | 10 septembre 2022 | 1er    | Samuël Poher                              | 5 h 59 min 11 s | 15e    | Laurence Laplante                     | 7 h 38 min 20 s  |

### Harricana42km
| Édition | Date              | Hommes                                              | Hommes                                              | Hommes                                              | Femmes                                              | Femmes                                              | Femmes                                              |
| ------- | ----------------- | --------------------------------------------------- | --------------------------------------------------- | --------------------------------------------------- | --------------------------------------------------- | --------------------------------------------------- | --------------------------------------------------- |
|         |                   | Rang                                                | Athlète                                             | Temps                                               | Rang                                                | Athlète                                             | Temps                                               |
| 1re     | 9 septembre 2017  | 1er                                                 | Fabrice Armand                                      | 3 h 53 min 45 s                                     | 10e                                                 | Katrina Driver                                      | 4 h 29 min 55 s                                     |
| 2e      | 7 septembre 2019  | 1er                                                 | Rémi Potras                                         | 3 h 37 min 03 s                                     | 14e                                                 | Amélie Gobeil                                       | 4 h 30 min 32 s                                     |
|         | 2020              | Course annulée en raison de la pandémie de Covid-19 | Course annulée en raison de la pandémie de Covid-19 | Course annulée en raison de la pandémie de Covid-19 | Course annulée en raison de la pandémie de Covid-19 | Course annulée en raison de la pandémie de Covid-19 | Course annulée en raison de la pandémie de Covid-19 |
| 3e      | 11 septembre 2021 | 1er                                                 | Jean-François Cauchon                               | 3 h 46 min 17 s                                     | 5e                                                  | Sarah Bergeron-Larouche                             | 4 h 00 min 15 s                                     |
| 4e      | 10 septembre 2022 | 1er                                                 | Benoit Didier                                       | 3 h 54 min 59 s                                     | 10e                                                 | Laurianne Roberge                                   | 4 h 44 min 29 s                                     |

### Harricana42kmSt-Siméon
| Édition | Date              | Hommes | Hommes          | Hommes          | Femmes | Femmes                  | Femmes          |
| ------- | ----------------- | ------ | --------------- | --------------- | ------ | ----------------------- | --------------- |
|         |                   | Rang   | Athlète         | Temps           | Rang   | Athlète                 | Temps           |
| 1re     | 12 septembre 2021 | 1er    | Guillaume Barry | 4 h 05 min 17 s | 10e    | Sarah Bergeron-Larouche | 4 h 53 min 40 s |
| 2e      | 11 septembre 2022 | 1er    | Eric Levesque   | 4 h 28 min 27 s | 4e     | Valérie Arsenault       | 4 h 41 min 12 s |

### Harricana28km
| Édition | Date | Hommes                                              | Hommes                                              | Hommes                                              | Femmes                                              | Femmes                                              | Femmes                                              |
| ------- | ---- | --------------------------------------------------- | --------------------------------------------------- | --------------------------------------------------- | --------------------------------------------------- | --------------------------------------------------- | --------------------------------------------------- |
|         |      | Rang                                                | Athlète                                             | Temps                                               | Rang                                                | Athlète                                             | Temps                                               |
| 1re     | 2012 | 1er                                                 | Lee-Manuel Gagnon                                   | 2 h 13 min 15 s                                     | 11e                                                 | Marie-Hélène Tremblay                               | 2 h 45 min 48 s                                     |
| 2e      | 2013 | 1er                                                 | Aidan Lennie                                        | 2 h 24 min 22 s                                     | 24e                                                 | Claire Doulé                                        | 2 h 53 min 22 s                                     |
| 3e      | 2014 | 1er                                                 | François Piuze                                      | 2 h 10 min 48 s                                     | 7e                                                  | Sarah Bergeron-Larouche                             | 2 h 23 min 09 s                                     |
| 4e      | 2015 | 1er                                                 | Sébastien Chaigneau                                 | 2 h 16 min 57 s                                     | 36e                                                 | Rebecca Ouellet                                     | 2 h 55 min 11 s                                     |
| 5e      | 2016 | 1er                                                 | Maxime Leboeuf                                      | 2 h 00 min 26 s                                     | 13e                                                 | Rachel Paquette                                     | 2 h 33 min 13 s                                     |
| 6e      | 2017 | 1er                                                 | Yohan Delisle                                       | 2 h 17 min 38 s                                     | 11e                                                 | Charlotte Bernier                                   | 2 h 31 min 50 s                                     |
| 7e      | 2018 | 1er                                                 | Rob Krar                                            | 2 h 05 min 35 s                                     | 26e                                                 | Marie-Helene Dion                                   | 2 h 37 min 12 s                                     |
| 8e      | 2019 | 1er                                                 | Philippe Brochu                                     | 2 h 10 min 27 s                                     | 21e                                                 | Mélanie Côté                                        | 2 h 38 min 39 s                                     |
|         | 2020 | Course annulée en raison de la pandémie de Covid-19 | Course annulée en raison de la pandémie de Covid-19 | Course annulée en raison de la pandémie de Covid-19 | Course annulée en raison de la pandémie de Covid-19 | Course annulée en raison de la pandémie de Covid-19 | Course annulée en raison de la pandémie de Covid-19 |
| 9e      | 2021 | 1er                                                 | Émile G. Ouellet                                    | 2 h 20 min 35 s                                     | 8e                                                  | Mélodie Gilbert                                     | 2 h 33 min 31 s                                     |
| 10e     | 2022 | 1er                                                 | Martin Dagenais                                     | 2 h 11 min 55 s                                     | 13e                                                 | Annie-Claude Rioux                                  | 2 h 46 min 01 s                                     |

### Harricana10km
| Édition | Date | Hommes                                              | Hommes                                              | Hommes                                              | Femmes                                              | Femmes                                              | Femmes                                              |
| ------- | ---- | --------------------------------------------------- | --------------------------------------------------- | --------------------------------------------------- | --------------------------------------------------- | --------------------------------------------------- | --------------------------------------------------- |
|         |      | Rang                                                | Athlète                                             | Temps                                               | Rang                                                | Athlète                                             | Temps                                               |
| 1re     | 2012 | 1er                                                 | Nicolas Tremblay                                    | 47 min 32 s                                         | 7e                                                  | Béatrice D.St-Pierre                                | 51 min 51 s                                         |
| 2e      | 2013 | 1er                                                 | Yoann Chavat                                        | 46 min 46 s                                         | 11e                                                 | Renee Hamel                                         | 54 min 23 s                                         |
| 3e      | 2014 | 1er                                                 | Marc-Antoine Guay                                   | 45 min 41 s                                         | 16e                                                 | Marion Gerbier                                      | 56 min 38 s                                         |
| 4e      | 2015 | 1er                                                 | Marc-Antoine Guay                                   | 43 min 32 s                                         | 20e                                                 | Olivia Laperriere-Roy                               | 59 min 34 s                                         |
| 5e      | 2016 | 1er                                                 | Maxime Lagacé                                       | 45 min 53 s                                         | 8e                                                  | Anne Bouchard                                       | 54 min 41 s                                         |
| 6e      | 2017 | 1er                                                 | Alexis Giguere                                      | 44 min 55 s                                         | 7e                                                  | Sophie Gervais                                      | 51 min 40 s                                         |
| 7e      | 2018 | 1er                                                 | Gabriel Sanfaçon                                    | 41 min 03 s                                         | 11e                                                 | Anne-Frederik Drolet                                | 50 min 21 s                                         |
| 8e      | 2019 | 1er                                                 | Francois Major                                      | 49 min 10 s                                         | 6e                                                  | Amelie Simard                                       | 53 min 46 s                                         |
| 9e      | 2020 | Course annulée en raison de la pandémie de Covid-19 | Course annulée en raison de la pandémie de Covid-19 | Course annulée en raison de la pandémie de Covid-19 | Course annulée en raison de la pandémie de Covid-19 | Course annulée en raison de la pandémie de Covid-19 | Course annulée en raison de la pandémie de Covid-19 |
| 10e     | 2021 | 1er                                                 | Olivier Gervais                                     | 46 min 28 s                                         | 5e                                                  | Jeanne Burton                                       | 55 min 12 s                                         |
| 11e     | 2022 | 1er                                                 | Francois Pepin-Poulet                               | 52 min 25 s                                         | 3e                                                  | Jeanne Burton                                       | 54 min 49 s                                         |

### Harricana5km
| Édition | Date | Hommes                                              | Hommes                                              | Hommes                                              | Femmes                                              | Femmes                                              | Femmes                                              |
| ------- | ---- | --------------------------------------------------- | --------------------------------------------------- | --------------------------------------------------- | --------------------------------------------------- | --------------------------------------------------- | --------------------------------------------------- |
|         |      | Rang                                                | Athlète                                             | Temps                                               | Rang                                                | Athlète                                             | Temps                                               |
| 1re     | 2013 | 1er                                                 | Eric Richard                                        | 22 min 01 s                                         | 6e                                                  | Marie-Claude Roy                                    | 23 min 36 s                                         |
| 2e      | 2014 | 1er                                                 | Frederic Berg                                       | 21 min 35 s                                         | 4e                                                  | Danielle Amyot                                      | 23 min 14 s                                         |
| 3e      | 2015 | 2e                                                  | Stephane Alinc                                      | 21 min 51 s                                         | 1re                                                 | Anne Leblanc                                        | 21 min 38 s                                         |
| 4e      | 2016 | 1er                                                 | Yannick Mc Nicoll                                   | 21 min 49 s                                         | 6e                                                  | Yannie Perron                                       | 24 min 17 s                                         |
| 5e      | 2017 | 1er                                                 | Jacob Girard                                        | 17 min 32 s                                         | 4e                                                  | Emmanuelle Sévigny                                  | 22 min 30 s                                         |
| 6e      | 2018 | 1er                                                 | Malcolm Wagenhoffer                                 | 22 min 49 s                                         | 2e                                                  | Carmen Figueroa Sotelo                              | 23 min 38 s                                         |
| 7e      | 2019 | 1er                                                 | Andres Olvera                                       | 23 min 21 s                                         | 5e                                                  | Amélie Gauthier                                     | 30 min 11 s                                         |
| 8e      | 2020 | Course annulée en raison de la pandémie de Covid-19 | Course annulée en raison de la pandémie de Covid-19 | Course annulée en raison de la pandémie de Covid-19 | Course annulée en raison de la pandémie de Covid-19 | Course annulée en raison de la pandémie de Covid-19 | Course annulée en raison de la pandémie de Covid-19 |
| 9e      | 2021 | 1er                                                 | Matthew Bolam                                       | 28 min 18 s                                         | 8e                                                  | Amelia Lajoie                                       | 36 min 10 s                                         |
| 10e     | 2022 | 3e                                                  | Damien Gouze                                        | 29 min 48 s                                         | 1re                                                 | Murielle Aglot                                      | 29 min 18 s                                         |

## Organisation
L'Ultra-Trail Harricana du Canada compte plus de 450 personnes bénévoles et 40 partenaires commerciaux provenant de partout au Québec.
Les fondateurs de l'Ultra-Trail Harricana du Canada sont :
- Sébastien Côté
- Geneviève Boivin
- Sébastien Boivin

Direction générale
- Samuel Matte-Thibeault: depuis 2024
- Marline Côté: 2014 à 2023

## Distinctions et reconnaisances
- 2020 : Lauréat des Vivats des événements responsables volet « Prévention et réduction à la source     »
- 2019 : Lauréat « Meilleure organisation de compétition en Cross / Trail de l’année » par la     Fédération québécoise d’athlétisme
- 2018 : Lauréat Prix l’Éco-responsable du Gala Charlevoix Reconnaît
- 2018 : Lauréat Prix Ambassadeur du Gala Charlevoix Reconnaît
- 2018 : Lauréat Prix du bénévolat en loisir et en sport Dollard-Morin
- 2018 : Mention dans la catégorie Grand Vivat au concours Les Vivats
- 2017 : Nomination pour la meilleure course d’ultratrail internationale par le magazine Territorio Trail
- 2013-2014 et 2015 : Désignée meilleure course de trail de l’année par le Get Out There Magazine

## Pour approfondir